# UNIX System V

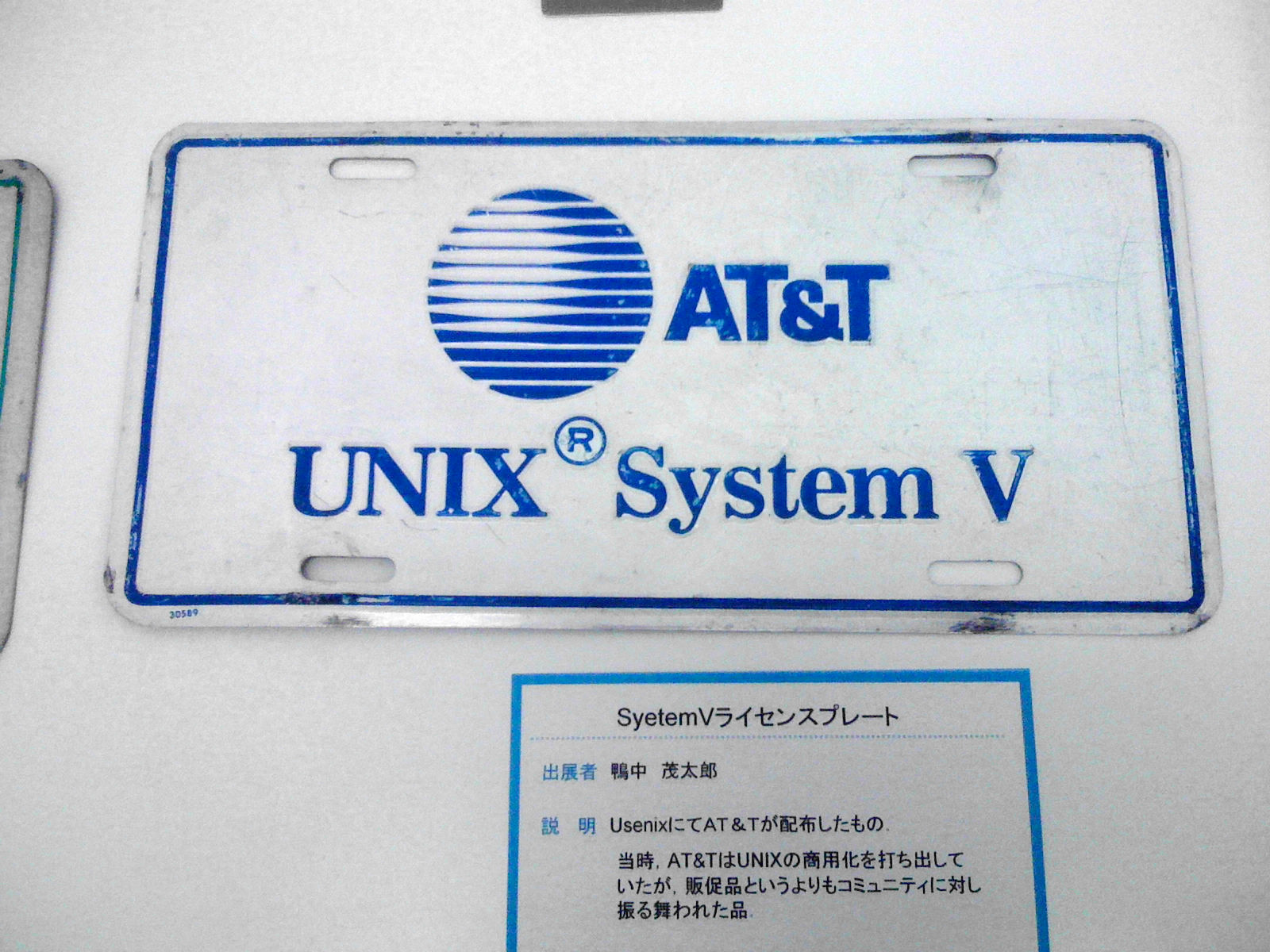

Unix System V (často zkracován jako SysV, málokdy pak na System 5) byl jednou z verzí operačních systémů UNIX. Původně byl napsán v Bellových Laboratořích (Unix System Laboratories, USL) firmy AT&T a zveřejněn poprvé v roce 1983. System V je přímým pokračováním systému napsaného v roce 1969 Dennisem Ritchiem a Kenem Thompsonem.
Čtyři hlavní verze Systemu V byly označeny jako verze 1, 2, 3 a 4. Vzniklo mnoho komerčních verzí UNIXu, které se opírají o licenční kód SysV, mezi něž patří AIX, A/UX, HP-UX, Xenix nebo SCO OpenServer.
První komerční UNIX byl nazýván System III. System IV byl vnitřní verze firmy AT&T. System V byl tradičně považován za jeden ze dvou hlavních větví UNIXu (druhá je BSD). Avšak s příchodem UNIXových implementací vyvinutých z Linuxu a QNX není tohle dělení přesné. Dokonce jakákoliv úsilí o standardizaci jako POSIX spíše směřují ke snižování rozdílů mezi implementacemi.

## System V Release 4
System V Release 4, zkráceně SVR4, byl nejúspěšnější verzí a zdrojem častých UNIXových rysů jako např. „SysV init scripty“ (/etc/init.d). Systém dále formuje základ System V Interface Definition (zkr. SVID), což je standard definující jak by System V měl fungovat.
Přestože AT&T prodávala svůj vlastní hardware, který běžel za pomoci Systemu V (AT&T Computer Systems), většina zákazníků používala verzi od prodejců, založenou na referenci implementace od AT&T. Oblíbený SysV je odvozený z Dell SVR 4 a Bull SVR4. Nejvíce rozšířená a používaná verze System V v současné době jsou AIX od IBM a SCO OpenServer založený na System V Release 3, dále Solaris od Sun Microsystems a SCO UnixWare. Oba tyto systémy jsou založeny na System V Release 4.
SVR4.2MP byl vydán v roce 1993 společností Unix System Laboratories (USL) – dřívější název Bellových laboratoří – patřící již v té době k Novellu, jako poslední verze Systemu V Release 4, který se zaváděl pod názvem UnixWare 2. Dnes má právní přístup ke kódu Systemu V firma SCO Group.

## System V Release 5
System V Release 5 (SVR5) zůstal základem UnixWare 7 vydaného společností Santa Cruz Operation. Později SCO Group vytvořilo SCO OpenServer 6 také na základě Systemu V Release 5, ale základní kód SVR5 není používán žádným jiným producentem.